# Онищенко, Виктор Павлович
Виктор Павлович Онищенко (1921—2001) — Гвардии полковник Советской Армии, участник Великой Отечественной войны, Герой Советского Союза (1945).

## Биография
Виктор Онищенко родился 30 декабря 1921 года в посёлке Козелец (растение)|Козелец (ныне — Черниговская область Украины). Окончил десять классов школы. В 1940 году Онищенко был призван на службу в Рабоче-крестьянскую Красную Армию. В 1941 году он окончил Чкаловскую военную авиационную школу лётчиков. С ноября 1942 года — на фронтах Великой Отечественной войны.
К июню 1944 года гвардии старший лейтенант Виктор Онищенко был штурманом звена 134-го гвардейского бомбардировочного авиаполка (6-й гвардейской бомбардировочной авиадивизии, 1-й воздушной армии, 3-го Белорусского фронта). К тому времени он совершил 185 боевых вылетов на бомбардировку и воздушную разведку скоплений боевой техники и живой силы противника, его важных объектов, нанеся ему большие потери.
Во время отступления фашистов в 1944 г., в окрестностях местечка Будслав скопилась вражеская техника. Вылетев в разведку на самолете «ПЕ-2», старший лейтенант Виктор Павлович Онищенко выявил замаскированные семь легковых автомашин и один бронетранспортер. В них находились высокие чины гитлеровцев. Лётчик обстрелял из пулемёта врага, выведя из строя технику. Вылет к Будславу вошёл в представление к присвоению Виктору Павловичу Онищенко звания Героя Советского Союза.
Указом Президиума Верховного Совета СССР от 29 июня 1945 года за «образцовое выполнение боевых заданий командования по уничтожению живой силы и техники противника и проявленные при этом мужество и героизм» гвардии старший лейтенант Виктор Онищенко был удостоен высокого звания Героя Советского Союза с вручением ордена Ленина и медали «Золотая Звезда» за номером 6341.
После окончания войны Онищенко продолжил службу в Советской Армии. В 1947 году он окончил Краснодарскую высшую офицерскую школу штурманов ВВС, в 1954 году — Военно-воздушную академию. В 1972 году в звании полковника Онищенко был уволен в запас. Проживал в Киеве. Умер 30 октября 2001 года, похоронен на Берковецком кладбище Киева.
Был также награждён орденом Красного Знамени, двумя орденами Отечественной воины 1-й степени, двумя орденами Красной Звезды и рядом медалей.
В 2016 году медаль «Золотая Звезда», принадлежавшая Онищенко, была продана на интернет-аукционе за 4953 доллара.